# Rodrigo Nascimento
Rodrigo Nascimento (Belo Horizonte, Brasil, 26 de noviembre de 1992) es un artista marcial mixto brasileño que compite en la división de peso pesado de Ultimate Fighting Championship.

## Primeros años
Nacido en Belo Horizonte, Nascimento conoció a su mentor, Everton Rabelo de Andrade, en una LAN party mientras jugaba a los videojuegos. de Andrade enseñaba artes marciales a niños y jóvenes en la ciudad, e invitó a Nascimento a formar parte del equipo. En octubre de 2010, el adolescente entró en su gimnasio y comenzó su carrera de MMA.

## Carrera en artes marciales mixtas

### Carrera temprana
Iniciando su carrera profesional en 2012, dos meses después de la muerte de su mentor, Nascimento un récord perfecto de 8-0 en la escena regional brasileña, terminando a su oponente en los ocho combates, 4 por sumisión y 2 por TKO.
Nascimento fue invitado a la Contender Series 22 de Dana White y se enfrentó a Michal Martinek el 30 de julio de 2019. Ganó el combate por medio de un triángulo de brazo en el primer asalto, consiguiendo un contrato con la UFC en el proceso.

### Ultimate Fighting Championship
Nascimento se enfrentó a Don'Tale Mayes el 16 de mayo de 2020 en UFC on ESPN: Overeem vs. Harris. Ganó el combate por estrangulamiento por la espalda en el segundo asalto.
Nascimento se enfrentó a Chris Daukaus el 11 de octubre de 2020 en UFC Fight Night: Moraes vs. Sandhagen. Perdió el combate por KO en el primer minuto.
Nascimento estaba programado para enfrentarse a Alan Baudot el 22 de mayo de 2021 en UFC Fight Night: Font vs. Garbrandt. Sin embargo, tras la lesión de Baudot, el combate se trasladó a UFC on ESPN: Makhachev vs. Moisés. Nascimento ganó el combate por nocaut técnico en el segundo asalto.
Nascimento se enfrentó a Alexander Romanov el 2 de noviembre de 2024 en UFC Fight Night 246. Perdió la pelea por decisión unánime.

## Récord en artes marciales mixtas
| Resultado     | Récord   | Oponente                  | Método                                    | Evento                                | Fecha                    | Ronda | Tiempo | Localización          | Notas |
| ------------- | -------- | ------------------------- | ----------------------------------------- | ------------------------------------- | ------------------------ | ----- | ------ | --------------------- | --- |
| Derrota       | 11-2 (1) | Derrick Lewis             | TKO (golpes)                              | UFC on ESPN: Lewis vs. Nascimento     | 11 de mayo de 2024       | 3     | 0:49   | San Luis, Misuri      | |
| Victoria      | 11-1 (1) | Don'Tale Mayes            | Decisión (unánime)                        | UFC Fight Night: Almeida vs. Lewis    | 4 de noviembre de 2023   | 3     | 5:00   | São Paulo             | |
| Victoria      | 10-1 (1) | Ilir Latifi               | Decisión (dividida)                       | UFC Fight Night: Dern vs. Hill        | 20 de mayo de 2023       | 3     | 5:00   | Las Vegas, Florida    | |
| Victoria      | 9-1 (1)  | Tanner Boser              | Decisión (dividida)                       | UFC Fight Night: Sandhagen vs. Song   | 17 de septiembre de 2022 | 3     | 5:00   | Las Vegas, Florida    | |
| Sin resultado | 8-1 (1)  | Alan Baudot               | TKO (puñetazos)                           | UFC on ESPN: Makhachev vs. Moisés     | 22 de mayo de 2021       | 2     | 1:29   | Las Vegas, Nevada     | Actuación de la Noche. Originalmente una victoria por TKO (golpes) para Nascimento; anulado después de que dio positivo por ácido ritalinico |
| Derrota       | 8-1      | Chris Daukaus             | KO (puñetazos)                            | UFC Fight Night: Moraes vs. Sandhagen | 11 de octubre de 2020    | 1     | 0:45   | Abu Dhabi             | |
| Victoria      | 8-0      | Don'Tale Mayes            | Sumisión (estrangulamiento por detrás)    | UFC on ESPN: Overeem vs. Harris       | 16 de mayo de 2020       | 2     | 2:05   | Jacksonville, Florida | |
| Victoria      | 7-0      | Michal Martinek           | Sumisión (estrangulamiento del brazo)     | Dana White's Contender Series 22      | 30 de julio de 2019      | 1     | 3:16   | Las Vegas, Nevada     | |
| Victoria      | 6-0      | Everton dos Anjos         | Sumisión (kimura)                         | JF Fight Evolution 18                 | 7 de octubre de 2017     | 1     | 1:39   | Juiz de Fora          | |
| Victoria      | 5-0      | Fabio Moreira             | Sumisión (barra de brazo)                 | BH Sparta 10                          | 19 de noviembre de 2016  | 2     | 3:00   | Belo Horizonte        | |
| Victoria      | 4-0      | Fabricio Nascimento Silva | Sumisión (estrangulamiento por triángulo) | BH Sparta 8                           | 15 de abril de 2016      | 1     | 1:14   | Belo Horizonte        | |
| Victoria      | 3-0      | Ricardo Jordano           | TKO (puñetazos)                           | Full House Battle Home 6              | 29 de marzo de 2014      | 1     | 0:39   | Belo Horizonte        | |
| Victoria      | 2-0      | Rafael Caixeta            | Sumisión (estrangulamiento por detrás)    | Full House: Battle Home 5             | 21 de abril de 2013      | 1     | 2:43   | Belo Horizonte        | |
| Victoria      | 1-0      | Cicero Augusto            | TKO (puñetazos)                           | Full House Fight Night                | 24 de marzo de 2012      | 1     | 0:42   | Belo Horizonte        | |